# Bamiyan (provins)

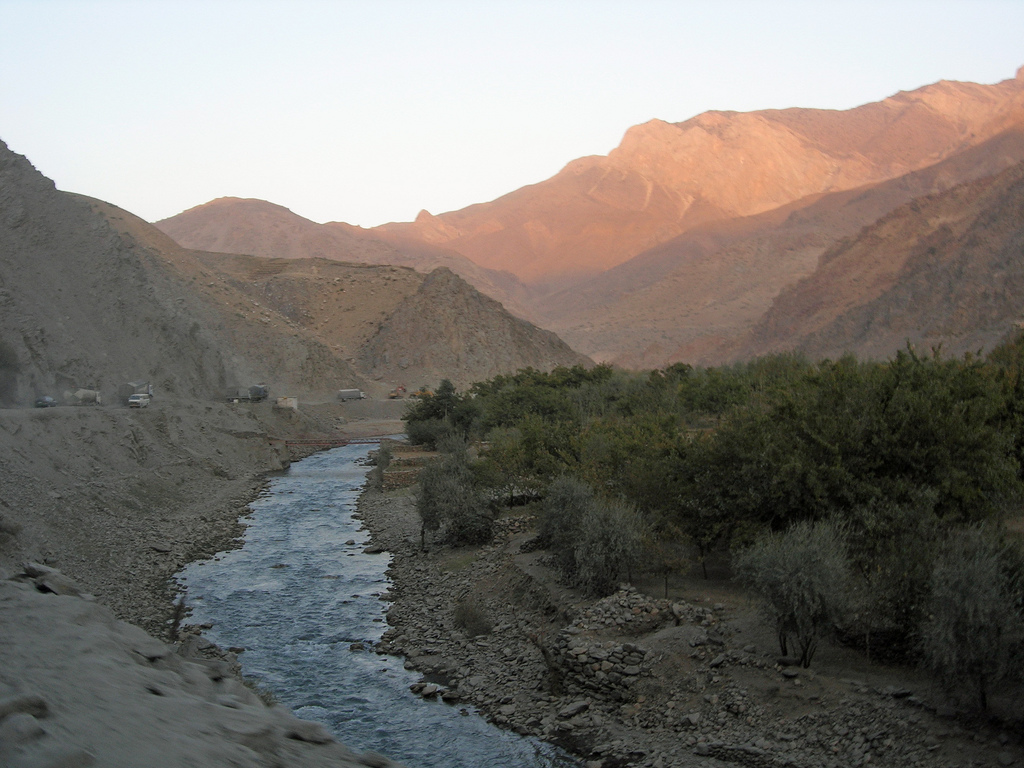
Väg i Bamiyan

Bamiyan är en provins i mellersta Afghanistan. Dess huvudort är Bamiyan. Provinsen har 356 000 invånare (år 2002) och en yta på 14 175 km². Invånarna är nästan uteslutande hazarer.
I Bamiyan finns intressanta arkeologiska klippbostäder samt de numera söndersprängda stora buddhastatyerna. Dessutom finns ett fåtal buddhatempel bevarade med flera intressanta artefakter.

## Administrativ indelning
Provinsen är indelad i 7 distrikt.
- Bamiyan
- Kahmard
- Panjab
- Sayghan
- Shibar
- Waras
- Yakawlang